# J.W. Frohne
Jørgen Wilhelm Frohne (15. august 1832 i Flensborg – 13. juli 1909 på Frederiksberg) var en dansk murermester, arkitekt og kunstsamler.

## Karriere
Hans forældre var slagtermester Johan Christian Frohne og Marie f. Jürgensen. Efter at have gået i skole i sin fødeby, en tid i dens latinskole, kom han 1848 i murerlære og drog 1852 som svend til København. 1853-54 rejste han i Tyskland og Norditalien, 1857 blev han mester, og efter at have været konduktør hos arkitekt, justitsråd N.S. Nebelong tog han 1859 borgerskab som murermester i København. Som sådan skabte han sig en betydelig virksomhed, han har bl.a. bygget Johanne Luise Heibergs villa i Rosenvænget (1862), Marstrands Bryggerier (1865, nedrevet 1976), villaerne Hvidøre (1871-72) og Springforbi (1875, nedrevet 1942) på Strandvejen, Aalborg Katedralskole (1886-89), Den polytekniske Læreanstalts tidligere bygninger ved Sølvtorvet (1887-88), udvidelsen af Wedells Palæ (1904) osv. Frohne var godt skolet og virkede også selv som arkitekt. Hans prunkløse bygninger er ofte udført i blankmur og vidner om en overgangsstil mellem senklassicisme og historicisme. I en årrække var han medlem af Københavns Ligningskommission.
Særlig betydning havde Frohne ved de af ham skabte betydelige kunstsamlinger, der delvis blev udstillet på udstillingen i Industriforeningens ejendom i 1879, og som, særlig for deres keramiske del, er beskrevne i forskellige udgivelser. Frohne var ugift og testamenterede en del af sin samling til Det danske Kunstindustrimuseum.
J.W. Frohne blandede sig også i genopbygningen af Frederiksborg Slot, hvor han kritiserede Ferdinand Meldahls rekonstruktioner af interiørerne, som var fantasifulde projekter snarere end forsøg på nøjagtigt at genskabe forbillederne. Frohnes indsigelse ændrede holdningen til indretningen af slottet.
Frohne blev Ridder af Dannebrog 1890 og Dannebrogsmand 1909. Han er begravet på Vestre Kirkegård. Der findes portrætmalerier udført af H.C. Jensen 1877, af Emma Grubb (udstillet på Charlottenborg Forårsudstilling 1889) og af Michael Ancher 1906.

## Udvalgte værker
- Villa, Vodroffsvej 8, Frederiksberg (1865, fredet 1981)
- Villa, Vodroffsvej 10, Frederiksberg (1865, fredet 1980)
- De tidligste bygninger til Marstrands Bryggerier og murerarbejdet på Henning Wolffs bygning, Vodroffsvej (1865, nedrevet 1976)[3]
- Frederiksberg Fødehjem, Howitzvej (opr. Lampevej)/Solbjergvej 39, Frederiksberg (1896, udvidet 1903, tildelt høj bevaringsværdi, nedrevet 2011)[4]